# 慕士塔格峰

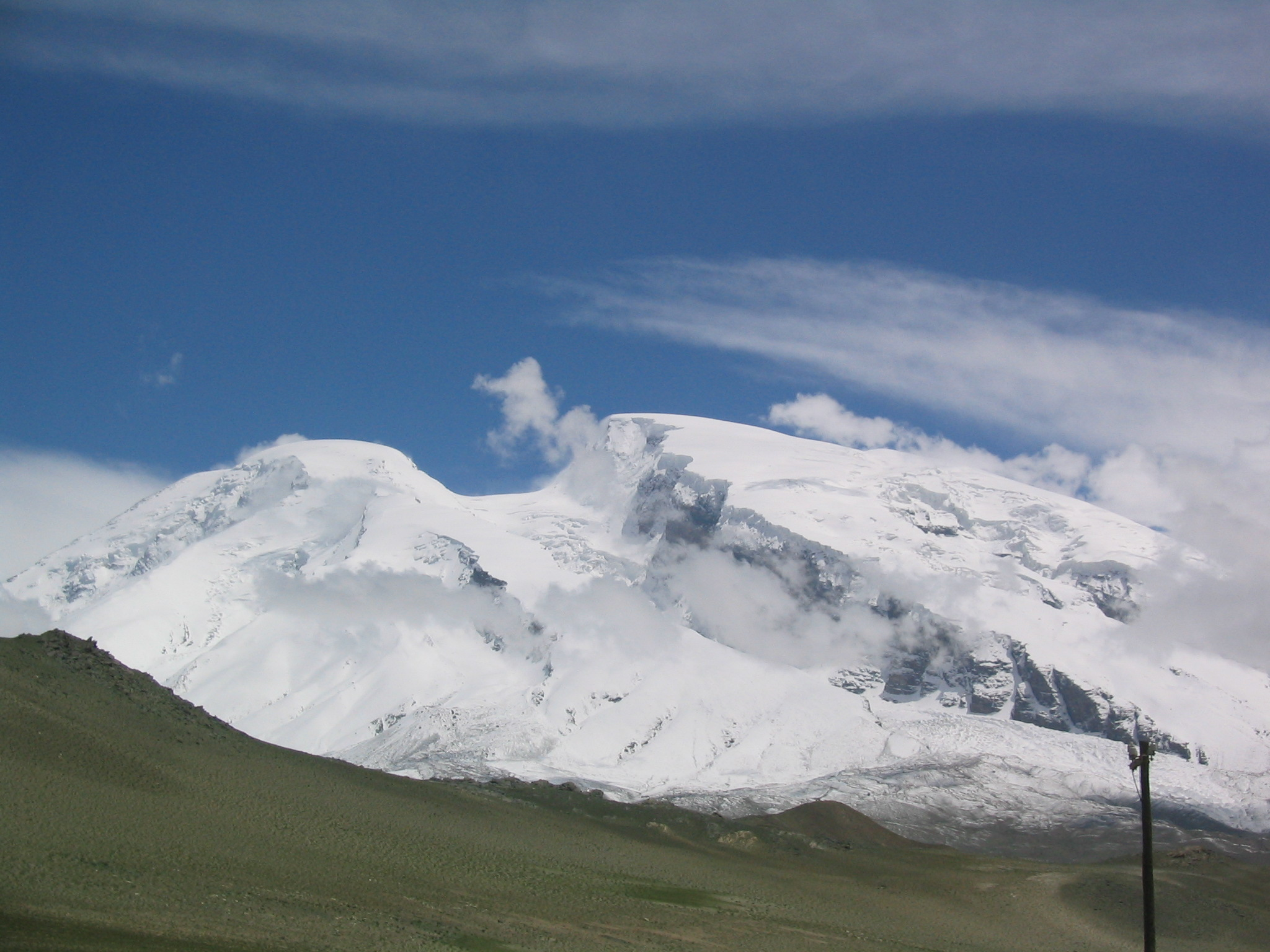
慕士塔格峰

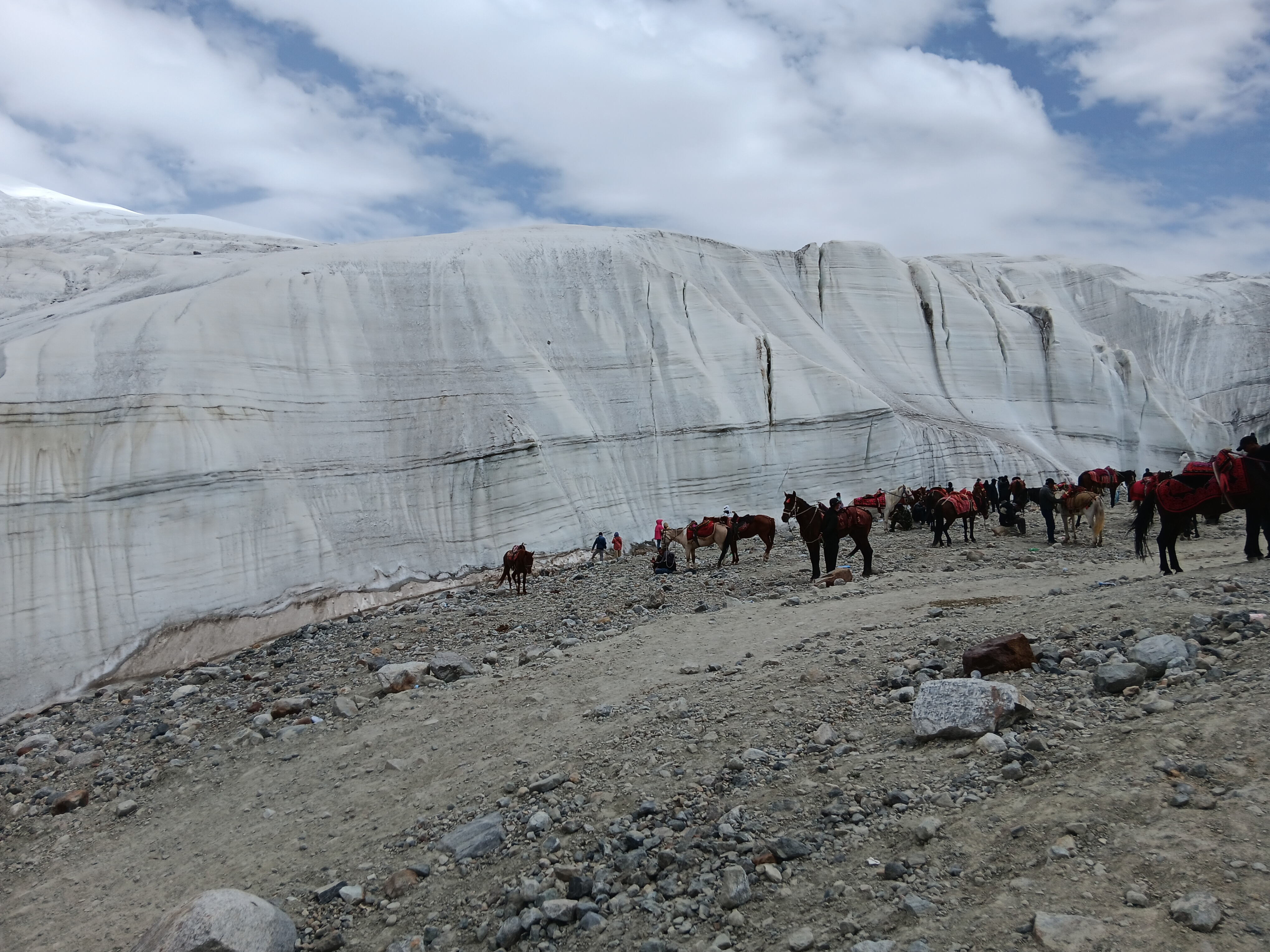
海拔4688米的慕士塔格峰冰川公园

慕士塔格峰（維吾爾語：مۇز تاغ ئاتا‎，拉丁维文：Muz Tagh Ata，“冰山之父”之意）是位于中国新疆的山脉，是帕米尔高原的东部边缘，和昆仑山餘脉接触。
山顶常年积雪形成冰川，由几座山峰组成，其中公格尔峰为海拔7649米，公格尔九别峰高7530米，慕士塔格峰高7509米（一说7546米）。
慕士塔格峰阻挡住从中国西进的道路，只有从南北两方绕过慕士塔格峰才能分别进入塔吉克斯坦和巴基斯坦。这也分别是当年玄奘西行时去和回来的两条路。
1956年由中苏联合登山队首次登顶，中国队员包括刘连满和许竞。